# Montesegale
Montesegale é uma comuna italiana da região da Lombardia, província de Pavia, com cerca de 319 habitantes. Estende-se por uma área de 14 km², tendo uma densidade populacional de 23 hab/km². Faz fronteira com Borgo Priolo, Fortunago, Godiasco, Ponte Nizza, Rocca Susella, Val di Nizza.

## Demografia
| Variação demográfica do município entre 1861 e 2011                               |
|                                                                                   |
| Fonte: Istituto Nazionale di Statistica (ISTAT) - Elaboração gráfica da Wikipedia |